# Annelise Kretschmer
Annelise Kretschmer (11 février 1903 à Dortmund - 13 août 1987) est une photographe allemande.

## Collections
- Christian Bouqueret

## Expositions
- 2005, Femmes photographes de la république de Weimar, New York

## Galerie
- Quelques photographies